# Gene Autry (Oklahoma)
Gene Autry es un pueblo ubicado en el condado de Carter en el estado estadounidense de Oklahoma. En el año 2010 tenía una población de 	158 habitantes y una densidad poblacional de 225,71 personas por km².

## Geografía
Gene Autry se encuentra ubicado en las coordenadas 34°16′55″N 97°2′13″O / 34.28194, -97.03694 (34.281858, -97.036927).

## Demografía
Según la Oficina del Censo en 2000 los ingresos medios por hogar en la localidad eran de $16,667 y los ingresos medios por familia eran $20,833. Los hombres tenían unos ingresos medios de $31,000 frente a los $13,750 para las mujeres. La renta per cápita para la localidad era de $8,295. Alrededor del 30.0% de la población estaban por debajo del umbral de pobreza.